# Tadashi Obara
Tadashi Obara (jap. 小原 唯志 Obara Tadashi; * 15. Mai 1983) ist ein japanischer Eisschnellläufer.
Im Dezember 2004 lief Tadashi Obara erstmals beim Weltcup auf seiner Heimbahn in Nagano. Der Sprinter konnte sich erstmals ein Jahr später unter den ersten 10 platzieren (Rang 8 in Salt Lake City). Seine beste Platzierung war bisher ein fünfter Rang auf der nichtolympischen 100-Meter-Strecke beim Weltcup von Harbin im Dezember 2006. Sein international größter Erfolg war ein achter Platz bei den Einzelstreckenweltmeisterschaften 2004 über 1000 Meter in Seoul.

## Eisschnelllauf-Weltcup-Platzierungen
| Platzierung | 100 m | 500 m | 1000 m | 1500 m | 3000/5000 m | 5000/10000 m | Team |
| ----------- | ----- | ----- | ------ | ------ | ----------- | ------------ | ---- |
| 1. Platz    |       |       |        |        |             |              |      |
| 2. Platz    |       |       |        |        |             |              |      |
| 3. Platz    |       |       |        |        |             |              |      |
| Top 10      | 2     | 7     | 1      |        |             |              |      |

(Stand: 10. Dezember 2006)